# ロサンゼルス・グラディエーターズ
「ロサンゼルス・グラディエーターズ（Los Angeles Gladiators）」は、アメリカ合衆国・ロスアンゼルスを本拠地とする『オーバーウォッチ（Overwatch）』eスポーツチームである。「オーバーウォッチ・リーグ（Overwatch League / OWL）」所属。チーム名の「グラディエーターズ（Gladiators）」は、「闘士たち」の意味である。
現所属選手は外部リンクを参照
2017年までに所属した選手として下記の２名が世界大会において好成績を出したがどちらも現在は脱退している。
世界的に有名でマウスコントロールの強さで定評のあるDPSプレイヤーとして名高く世界大会において当時彼より上のダメージが出ることはなかった最強のDPS 최준성 Junsung''Asher''Choi(韓国籍、韓国代表)laser Gamingより移籍)や、一般大会で好成績を残しスカウトされ太平洋ディビジョンにおいて最高の成績で、当時オープンキューでの世界ランキング世界４位、全タンク中世界１位の最高の司令塔と言われたメインタンカー 김시온 Sion''Zarya''Kim((韓国籍、カナダ代表)RedBull Gamingより移籍)が所属したのち脱退した。
所属プレイヤーの多くは元LoLチャンピオンで結成されている珍しいチームである。